# Lyman R. Casey
Lyman R. Casey (York, 1837. május 6. – Washington, 1914. január 26.) az Amerikai Egyesült Államok szenátora (Észak-Dakota, 1889–1893).